# Coleophora orogella
Coleophora orogella é uma espécie de mariposa do gênero Coleophora pertencente à família Coleophoridae.